# Pizzo del Teo
Il Pizzo del Teo (3.049 m s.l.m.) è una montagna delle Alpi di Livigno nelle Alpi Retiche occidentali. Si trova a sud della Scima da Saoseo.
La prima ascensione risale al 26 luglio 1866 da parte degli alpinisti François Devouassoud e Douglas William Freshfield.